# София Аутлет Център
София Аутлет Център е търговски център в София, България, открит през пролетта на 2010 година. Молът е разположен в обособен търговски район в близост до много търговски центрове и магазини.

## Местоположение
София Аутлет Център се намира в близост до търговските центрове Интер Експо Център, Дъ Мол, Метро Кеш & Кери, Техномаркет и Бизнес център Капитал Форт и обслужва също така новопостроения жилищен район Цариградски комплекс.
На 25 април 2012 г. в непосредствена близост до София Аутлет Център е открита метростанция „Интер Експо Център - Цариградско шосе“, първоначално наречена само „Цариградско шосе“ (до 14 юни 2012 г., когато е преименувана).